# 빌프리트 마르턴스
빌프리트 아힐 에마 마르턴스(네덜란드어: Wilfried Achiel Emma Martens, 1936년 4월 19일 ~ 2013년 10월 9일)는 벨기에의 정치인이다. 소속 정당은 기독교민주당과 플람스이다.

## 생애
1972년부터 1979년까지 기독교민주당(현재의 기독교민주당과 플람스)의 대표를 역임했다. 1979년 4월 3일부터 1981년 3월 31일까지, 1981년 12월 17일부터 1992년 3월 7일까지 벨기에의 총리를 역임했다. 총리 재직 시절에는 벨기에를 연방제 국가로 개편했고 1980년대 벨기에에서 일어난 경제 위기를 극복했다.
1992년부터 2013년까지 유럽 국민당 대표를 역임했으며 1994년부터 1999년까지 유럽 국민당 그룹 대표를 역임했다.